# Лінії поживних речовин
Лінії поживних речовин (лінії життя, англ. Lines of nutritives) — строго певне положення необхідних рослинам хімічних елементів, займане ними в періодичній системі елементів Д. І. Менделєєва. Вони є ламаними лініями, що сполучають у таблиці Д. І. Менделєєва вуглець з калієм і залізом. Хімічні елементи, що перетинаються цією лінією в таблиці, або розташовані поблизу від неї, потрібні для нормального розвитку організмів в набагато більших кількостях, ніж елементи, розташовані у видаленні від цієї лінії і особливо нижче неї.
A. Фрей-Вісслінгом (нім. Frey-Wissling) була зроблена спроба передбачити фізіологічне значення елементів на підставі їх місця в періодичній системі. Автор звертає увагу на те, що усі необхідні рослинам елементи в періодичній системі лежать на зв'язуючих лініях між вуглецем і аргоном, які можуть бути визначені як «лінії поживних речовин». Фрей-Вісслінг вважає, що існує єдине виключення, яке не укладається в «поживні лінії», це — вуглець. На його думку, вуглець і азот є утворювачами цінних сполук, сірка і кисень дають мости між молекулами, натрій, калій, мідь, магній, кальцій і хлор є регуляторами оводненності.
Аналіз численних даних показує (Алексеенко, 1990), що якщо в оточуючому середовищі, яке живить організми, вміст хімічних елементів, розташованих поблизу лінії життя, буде підвищеним, то це менш небезпечно для організмів, ніж певна недостача цих елементів. Підвищений вміст в місцях існування організмів елементів, розташованих у видаленні від «лінії життя», небезпечніше для цих організмів, ніж знижені концентрації вказаних хімічних елементів.
Таким чином, можна вважати, що величини оптимальних для організмів концентрацій хімічних елементів в місцях існування цих організмів залежать від положення елементів в таблиці Д. І. Менделєєва. Розгляд цієї закономірності дозволяє зробити наступний висновок: геохімічні, а конкретніше — біогеохімічні, особливості геохімічних систем багато в чому визначаються будовою (масою) ядра елементів, складаючих ці системи. При цьому для нормального розвитку біокосних систем поширеність кожного із складових її елементів повинна відповідати певному положенню елементу в таблиці Д. І. Менделєєва, а. отже, і будові атома.